# Pedro Horrach Arrom
Pedro Horrach Arrom (Sa Pobla, Mallorca, 1966) és un advocat balear, fiscal anticorrupció de Palma des del any 2006. Fou conegut arran del cas Andratx i en el cas Palma Arena, on va actuar contra l'ex president balaer i ex ministre amb Aznar Jaume Matas. Ha treballat en causes contra Unió Mallorquina i fou el fiscal del cas Nóos, on va provocar controvèrsia la seva defensa de Cristina de Borbó i de Grècia.